# 18. Tony-gála
A 18. Tony-gála az 1963/1964-es szezon legjobb Broadway színházi alakításait értékelte. A díjátadót 1964. május 24-én tartották a New York-i New York Hiltonban, a műsor házigazdája Sidney Blackmer volt. A gálát a WWOR-TV közvetítette élőben.

## Győztesek és jelöltek
A nyertesek félkövérrel jelölve.
| Legjobb színdarab | Legjobb musical |
| --- | --- |
| - Luther – John Osborne - A Szomorú Kávéház balladája – Edward Albee - Mezítláb a parkban – Neil Simon - Dylan – Sidney Michaels                                                                    | - Hello, Dolly! - Funny Girl - High Spirits - She Loves Me |
| Legjobb színdarabproducer | Legjobb musicalproducer |
| - Herman Shumlin – A helytartó - Lewis M. Allen, Ben Edwards – A Szomorú Kávéház balladája - George W. George, Frank Granat – Dylan - Saint Subber – Mezítláb a parkban                             | - David Merrick – Hello, Dolly! - City Center Light Opera Company – West Side Story - Harold Prince – She Loves Me - Ray Stark – Funny Girl |
| Legjobb musicalszerző | Legjobb eredeti zene |
| - Michael Stewart – Hello, Dolly! - Noël Coward, Harry Kurnitz – The Girl Who Came to Supper - Joe Masteroff – She Loves Me - Hugh Martin, Timothy Gray – High Spirits                              | - Hello, Dolly! – Jerry Herman (zene és dalszöveg) - High Spirits – Hugh Martin, Timothy Gray (zene és dalszöveg) - Negyven fok árnyékban – Harvey Schmidt (zene), Tom Jones (dalszöveg) - Funny Girl – Jule Styne (zene), Bob Merrill (dalszöveg) |
| Legjobb férfi főszereplő színdarabban | Legjobb női főszereplő színdarabban |
| - Alec Guinness – Dylan (Dylan Thomas) - Richard Burton – Hamlet (Hamlet) - Albert Finney – Luther (Luther Márton) - Jason Robards, Jr. – A bűnbeesés után (Quentin)                                | - Sandy Dennis – Any Wednesday (Ellen Gordon) - Elizabeth Ashley – Mezítláb a parkban (Corie Bratter) - Colleen Dewhurst – A Szomorú Kávéház balladája (Amelia Evans) - Julie Harris – Marathon '33 (June Havoc)                                   |
| Legjobb férfi főszereplő musicalben | Legjobb női főszereplő musicalben |
| - Bert Lahr – Foxy (Foxy) - Sydney Chaplin – Funny Girl (Nick Arnstein) - Bob Fosse – Pal Joey (Joey Evans) - Steve Lawrence – What Makes Sammy Run? (Sammy Glick)                                  | - Carol Channing – Hello, Dolly! (Dolly Gallagher Levi) - Beatrice Lillie – High Spirits (Madame Arcati) - Barbra Streisand – Funny Girl (Fanny Brice) - Inga Swenson – Negyven fok árnyékban (Lizzie Curry)                                       |
| Legjobb férfi mellékszereplő színdarabban | Legjobb női mellékszereplő színdarabban |
| - Hume Cronyn – Hamlet (Polonius) - Lee Allen – Marathon '33 (Patsy) - Michael Dunn – A Szomorú Kávéház balladája (Cousin Lyman) - Larry Gates – A Case of Libel (Boyd Bendix)                      | - Barbara Loden – A bűnbeesés után (Maggie) - Rosemary Murphy – Any Wednesday (Dorothy Cleves) - Kate Reid – Dylan (Caitlin Thomas) - Diana Sands – Ének Charlie úrért (Juanita)                                                                   |
| Legjobb férfi mellékszereplő musicalben | Legjobb női mellékszereplő musicalben |
| - Jack Cassidy – She Loves Me (Stephen Kodaly) - Will Geer – Negyven fok árnyékban (H. C. Curry) - Danny Meehan – Funny Girl (Eddie Ryan) - Charles Nelson Reilly – Hello, Dolly! (Cornelius Hackl) | - Tessie O'Shea – The Girl Who Came to Supper (Ada Cockle) - Julienne Marie – Foxy (Celia) - Kay Medford – Funny Girl (Rose Brice) - Louise Troy – High Spirits (Ruth Condomine)                                                                   |
| Legjobb színdarabrendező | Legjobb musicalrendező |
| - Mike Nichols – Mezítláb a parkban - June Havoc – Marathon '33 - Alan Schneider – A Szomorú Kávéház balladája - Herman Shumlin – A helytartó                                                       | - Gower Champion – Hello, Dolly! - Joseph Anthony – Negyven fok árnyékban - Noël Coward – High Spirits - Harold Prince – She Loves Me |
| Legjobb koreográfia | Legjobb karmester és zenei igazgató |
| - Gower Champion – Hello, Dolly! - Danny Daniels – High Spirits - Carol Haney – Funny Girl - Herbert Ross – Anyone Can Whistle                                                                      | - Shepard Coleman – Hello, Dolly! - Lehman Engel – What Makes Sammy Run? - Charles Jaffe – West Side Story - Fred Werner – High Spirits |
| Legjobb díszlettervezés | Legjobb jelmeztervezés |
| - Oliver Smith – Hello, Dolly! - Raoul Pene Du Bois – The Student Gypsy, or The Prince of Liederkranz - Ben Edwards – A Szomorú Kávéház balladája - David Hays – Marco Polo milliói                 | - Freddy Wittop – Hello, Dolly! - Irene Sharaff – The Girl Who Came to Supper - Beni Montresor – Marco Polo milliói - Rouben Ter-Arutunian – Állítsátok meg Arturo Uit!                                                                            |

### Különdíjak
- Eva Le Gallienne

## Műsorvezetők
A gálán az alábbi műsorvezetők működtek közre:
- George Abbott
- Lauren Bacall
- Anne Bancroft
- Harry Belafonte
- Constance Bennett
- Georgia Brown
- David Burns
- Richard Burton
- Mindy Carson
- Peggy Cass
- Barbara Cook
- Sammy Davis Jr.
- Paul Ford
- Robert Goulet
- Arthur Hill
- Robert Horton
- Shirley Knight
- Carol Lawrence
- Hal March
- Mercedes McCambridge
- Roddy McDowall
- Molly Picon
- Lee Remick
- Cyril Ritchard
- Paul Scofield
- Martha Scott
- Zachary Scott
- Rip Torn
- Gwen Verdon

## Fordítás
- Ez a szócikk részben vagy egészben  a(z)   18th Tony Awards című angol Wikipédia-szócikk fordításán alapul.  Az eredeti cikk szerkesztőit annak laptörténete sorolja fel. Ez a jelzés csupán a megfogalmazás eredetét és a szerzői jogokat jelzi, nem szolgál a cikkben szereplő információk forrásmegjelöléseként.